# Cijferlink

Eenvoudig voorbeeld van een Cijferlinkpuzzel

Oplossing van de Cijferlink

Cijferlink is een logische puzzelsoort waarbij wegen moeten worden gevonden om getallen in een rooster met elkaar te verbinden.
De speler moet alle passende cijfers op het rooster met elkaar verbinden door enkele doorlopende lijnen (of paden). De lijnen kunnen niet vertakken en elkaar niet kruisen, en de cijfers dienen aan het einde van elke lijn te staan (dat wil zeggen niet in het midden).
Het puzzelprobleem is pas goed ontworpen als er maar één unieke oplossing van bestaat en waarbij alle cellen in het rooster zijn gevuld.
In 1897 werd een iets andere vorm van de puzzel gepubliceerd in de Brooklyn Daily Eagle, in een rubriek van Sam Loyd. Een andere vroege versie in drukvorm van Cijferlink verscheen in Henry Ernest Dudeney’s boek Puzzels en Curious Problems (1932) als Planning Tours (puzzel no. 270). Dit type puzzel werd in Japan populair door Nikoli als Arukone (ア ル コ ネ, Alfabetlink) en Nanbarinku (ナ ン バ ー リ ン ク, Cijferlink). Het enige verschil tussen Arukone en Nanbarinku is dat in Arukone de aanwijzingen bestaan uit letterparen (zoals in de puzzel van Dudeney), terwijl in Nanbarinku de aanwijzingen zijn gegeven in cijferparen.
In 2006 werden door Nikoli drie boeken uitgegeven die volledig bestonden uit Cijferlinkpuzzels.
Bekende versies als Wire Storm, Flow Gratis en Alphabet Connection zijn vrijgegeven als apps voor iOS en Android.
Als theoretisch model dient een oplossing te worden gevonden die voldoet aan NP-volledig.